# لوسی جونز (زمین‌شناس)
لوسیل ام. جونز (متولد ۱۹۵۵) یک لرزه‌شناس آمریکایی و صدای عمومی برجسته‌ای برای علم زمین‌لرزه و ایمنی زمین‌لرزه در کالیفرنیا است. به‌عنوان یکی از معتبرترین مراجع عمومی در زمینه زمین‌لرزه، جونز در جنوب کالیفرنیا به «بیانسه زمین‌لرزه‌ها» معروف است و اغلب برای ارائه اطلاعات دربارهٔ زمین‌لرزه‌های اخیر مورد توجه قرار می‌گیرد.
او در حال حاضر به‌عنوان پژوهشگر در آزمایشگاه لرزه‌شناسی کلتک فعالیت می‌کند و بنیان‌گذار و دانشمند ارشد مرکز دکتر لوسی جونز برای علم و جامعه است. پیش از این، از سال ۱۹۸۵ تا ۲۰۱۶، در سازمان زمین‌شناسی ایالات متحده مشغول به کار بود، جایی که در زمینه‌های پیش‌لرزه‌ها، زمین‌ساخت لرزه‌ای و کاربرد علم مخاطرات برای بهبود تاب‌آوری اجتماعی پس از بلایای طبیعی تحقیق می‌کرد. در سازمان USGS، او همچنین عضوی از تیمی بود که تمرین بزرگ زمین‌لرزه را توسعه دادند، که میلیون‌ها نفر در سراسر جهان در این تمرین‌های سالانه ایمنی زمین‌لرزه شرکت می‌کنند.

## حرفه علمی
جونز بیش از ۱۰۰ مقاله در زمینه لرزه‌شناسی پژوهشی تألیف کرده است و علاقه اصلی او به فیزیک زمین‌لرزه‌ها، پیش‌لرزه‌ها، ارزیابی مخاطرات زمین‌لرزه و زمین‌ساخت لرزه‌ای (ساختارهای زمین‌شناسی تولیدکننده زمین‌لرزه) در جنوب کالیفرنیا معطوف بوده است. او در سال ۱۹۷۶ مدرک کارشناسی هنر در رشته زبان و ادبیات چینی را با درجه عالی از دانشگاه براون دریافت کرد و در سال ۱۹۸۱ دکترای ژئوفیزیک را از مؤسسه فناوری ماساچوست کسب کرد.
او در فوریه ۱۹۷۹ برای مطالعه زمین‌لرزه هایچنگ ۱۹۷۵ که به‌نظر می‌رسد توسط مقامات چینی بر اساس تحلیل دنباله پیش‌لرزه‌ها به‌طور موفقیت‌آمیزی پیش‌بینی شده بود، به چین سفر کرد. با انجام این کار، او یکی از اولین دانشمندان آمریکایی بود که پس از عادی‌سازی روابط میان دو کشور وارد چین شد.
جونز پیشتر دبیر بخش لرزه‌شناسی اتحادیه ژئوفیزیکی آمریکا، مدیر سابق و رئیس کمیته انتشارات انجمن لرزه‌شناسی آمریکا بوده است.
جونز به‌عنوان مشاور علمی کاهش خطرات برای حوزه مأموریت مخاطرات طبیعی در USGS، بخشی از پروژه SAFRR فعالیت کرد.
او همچنین به‌عنوان کمیسیونر کمیسیون ایمنی زمین‌لرزه کالیفرنیا (CSSC) که به فرماندار و مجلس مشورت می‌دهد، توسط گری دیویس فرماندار کالیفرنیا در سال ۲۰۰۲ منصوب و توسط فرماندار آرنولد شوارتزنگر در سال ۲۰۰۵ مجدداً منصوب شد. او همچنین در شورای ارزیابی پیش‌بینی زمین‌لرزه کالیفرنیا خدمت کرد.
در ژانویه ۲۰۱۴، او به نمایندگی از USGS با شهر لس‌آنجلس شراکتی را آغاز کرد تا به‌عنوان مشاور مخاطرات لرزه‌ای برای شهردار اریک گارستی خدمت کند.
پس از بازنشستگی از USGS در سال ۲۰۱۶، جونز مرکز «دکتر لوسی جونز برای علم و جامعه» را تأسیس کرد و کتابی با عنوان بزرگ‌ها: چگونه بلایای طبیعی ما را شکل داده‌اند (و چه کاری می‌توانیم برای آن‌ها انجام دهیم) در سال ۲۰۱۸ منتشر کرد. در این کتاب، جونز برخی از بزرگ‌ترین بلایای طبیعی جهان، از جمله فوران‌های آتشفشانی، زمین‌لرزه‌ها، سیل‌ها و طوفان‌ها را شرح می‌دهد و نحوه واکنش مردم به آن‌ها را تحلیل می‌کند تا درک بهتری از چگونگی بقا در بحران‌های آینده ارائه دهد.
جونز به‌عنوان عضو مقیم در دانشگاه اورگن و در مرکز وین مورس برای قانون و سیاست به‌عنوان رئیس وین مورس فعالیت کرد، جایی که سخنرانی‌هایی عمومی در مورد آمادگی برای بلایا و ارتباطات علمی ارائه داد.

## ارتباط با عموم
از سال ۱۹۸۶، جونز پس از زمین‌لرزه‌های مهم در جنوب کالیفرنیا، به نمایندگی از سازمان زمین‌شناسی ایالات متحده مصاحبه‌های بسیاری با رسانه‌ها انجام داده است. در بسیاری از حضورهای رسانه‌ای، او به همراه همکارش، کیت هاتن، لرزه‌شناس کلتک، همکاری می‌کرد.
در گزارشی در سال ۲۰۰۴ دربارهٔ جونز، تام جردن از مرکز زمین‌لرزه جنوب کالیفرنیا در دانشگاه کالیفرنیای جنوبی نقل‌قول کرده است: «لوسی صدایی آرامش‌بخش و موثق برای پاسخ به پرسش‌های عمومی در هنگام بلایا به جنوب کالیفرنیا – و حتی کل کشور – ارائه می‌دهد.» او همچنین اظهار داشت که جایگاه عمومی برجسته جونز ممکن است او را به یکی از موثرترین رؤسای CSSC تبدیل کند.
تصور عمومی از جونز به‌عنوان صدای آرامش و اطمینان، تا حدی به حادثه‌ای پس از زمین‌لرزه جاشوا تری ۱۹۹۲ بازمی‌گردد که او در حالی که فرزند خوابیده خود را در آغوش داشت، به پرسش‌های رسانه‌ها پاسخ می‌داد. در مصاحبه‌ای در سال ۲۰۱۱، جونز داستانی را که می‌گوید او از رسانه‌ها خواسته بود تا برای بیدار نکردن فرزندش سکوت کنند، تکذیب کرد. او همچنین از اینکه به نمادی تبدیل شد که «زنان می‌توانند همه چیز را داشته باشند»، ابراز پشیمانی کرد.